# Roter Graben (Erzgebirge)
Der Rote Graben ist ein Kunstgraben aus dem 17. Jahrhundert zwischen Halsbach und Halsbrücke im Erzgebirge. Er diente ursprünglich der Zuführung von Aufschlagwasser für den Bergbau auf dem Halsbrücker Spat. Der Rote Graben ist als Sachgesamtheit denkmalgeschützt, er stellt eine „bergbauwasserwirtschaftliche Anlage von überregionaler bergbaugeschichtlicher und technikgeschichtlicher Bedeutung“ dar.

## Verlauf

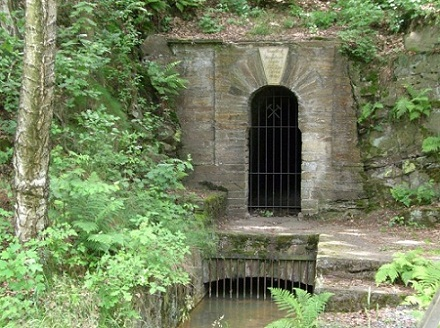
Mundloch des Hauptumbruchs des Alten Tiefen Fürstenstolln

Der ursprünglich etwa 6,5 Kilometer lange Graben beginnt als Abzweig vom Abzugsgraben der Mittleren Ratsmühle nördlich von Halsbach. Gespeist wird er vom Wasser der Freiberger Mulde. Er verläuft sodann auf der Westseite des Flusses mit ihm nordwärts und passiert als erstes das Mundloch des Königlich-Verträgliche-Gesellschaft-Stollns, bei dem er auch Wasser aus diesem aufnimmt. Ein kurzes Stück weiter wird das Mundloch des Thurmhof Hilfsstollns erreicht, auch hier wird Wasser aus dem Bergwerk aufgenommen. Vor Conradsdorf wird das Mundloch des Hauptumbruchs des Alten Tiefen Fürstenstollns passiert und wiederum Wasser aufgenommen.

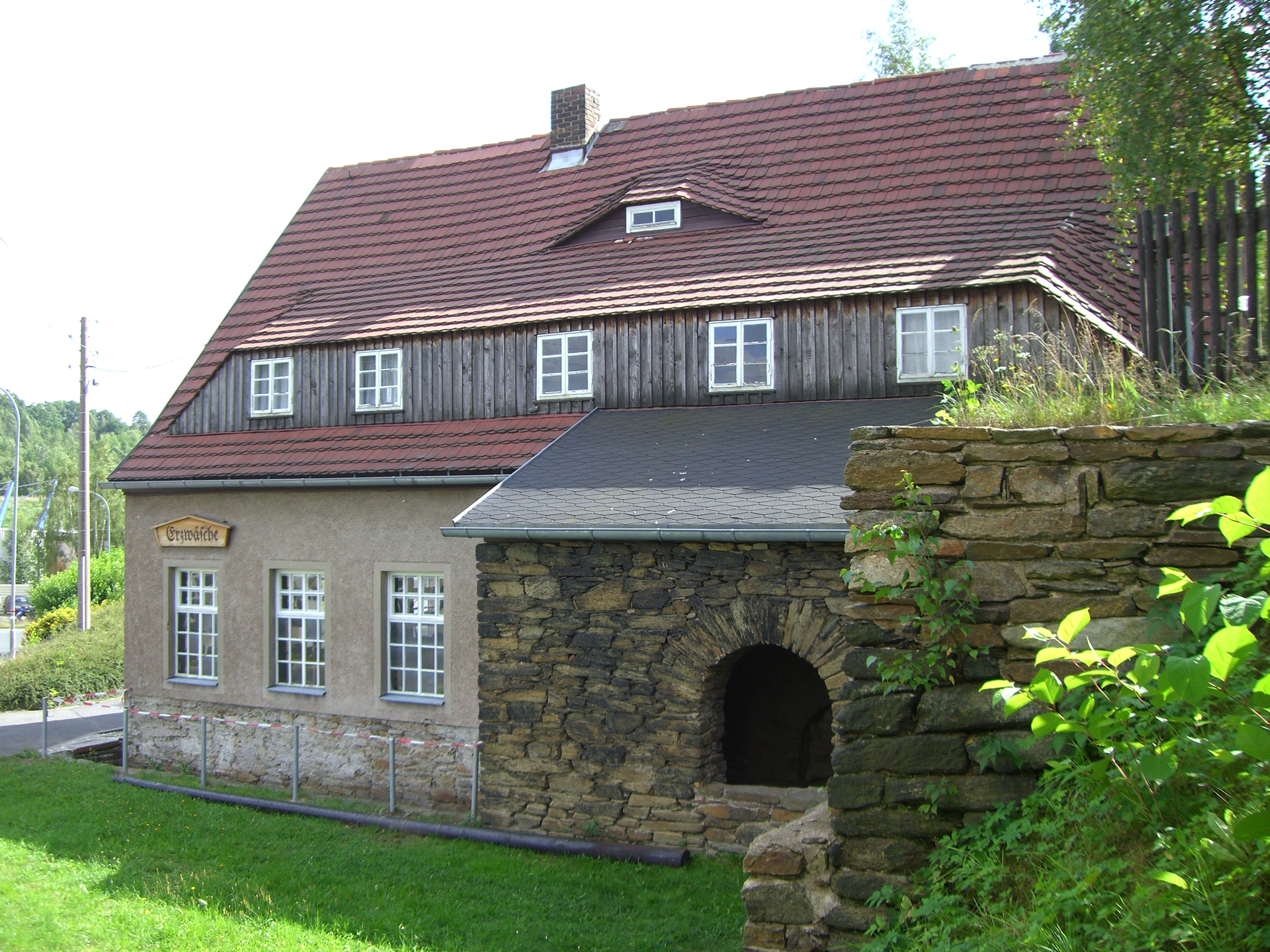
Ehemalige Erzwäsche Halsbrücke

Danach verläuft der Graben in westnordwestliche Richtung bis Tuttendorf, überquert den Tuttendorfer Dorfbach und passiert ein kurzes Stück weiter die Untere Ratsmühle, bei der Wasser auf ein oberschlächtiges Wasserrad geleitet werden konnte. Danach verläuft der Graben wieder in nördliche Richtung, passiert die Aufschlagrösche der Grube Oberes Neues Geschrei und erreicht danach Halsbrücke. Am Wasserverteiler in Halsbrücke wurde ein Teil der Erzwäsche der dortigen Hütte zugeführt. Der andere Teil verläuft weiter zur Grube Beihilfe. Hinter Halsbrücke wird eine Flussschleife der Freiberger Mulde durch die etwa 400 Meter lange Halsbrückner Rösche abgekürzt. Vor der Mündung des Münzbachs in die Freiberger Mulde wird dieser durch einen Düker unterquert und mündet darauffolgend in den aus dem Münzbachtal kommenden Oberen Graben.

## Geschichte

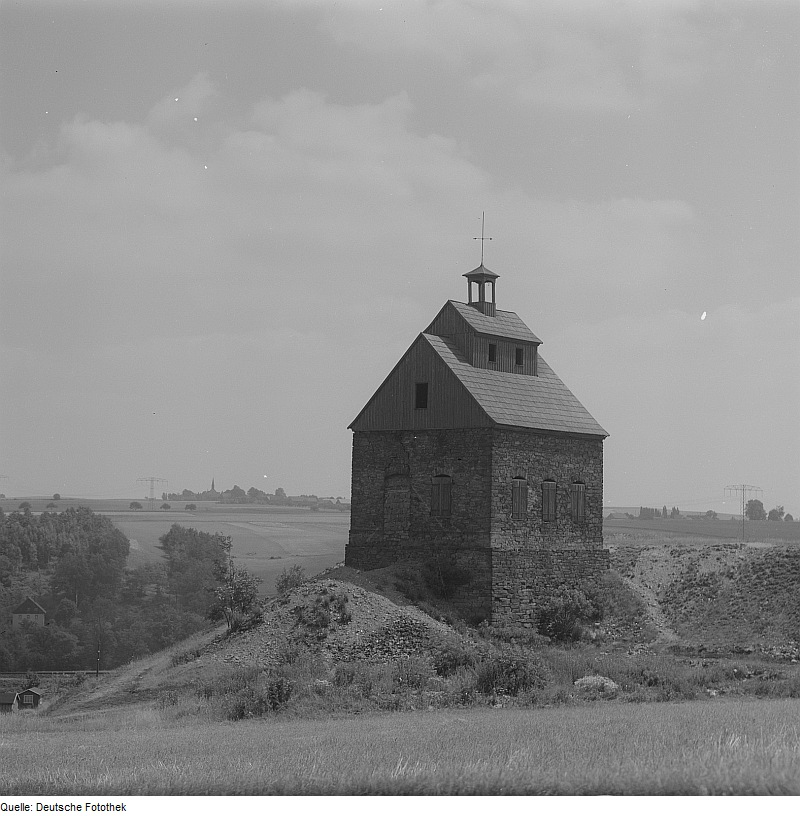
Treibehaus und Halde der Grube Oberes Neues Geschrei.
Über eine Rösche wurde der Grube Aufschlagwasser aus dem Roten Graben zugeführt

Erbaut wurde der Rote Graben von 1614 bis 1615. In ihn band man wichtige im Muldental austretende Stollenmundlöcher, beispielsweise des Alten Tiefen Fürstenstolln ein. Der Graben lieferte Aufschlagwasser für die Kunstgezeuge und Wassergöpel der Gruben St. Johannes und St. Lorenz auf dem Halsbrücker Spat. Später nutzte man einen Teil der Energie für die Hütte Halsbrücke, die außerdem über den Weiten Graben und den Hüttengraben verfügte.

## Weiteres
Sein Name leitet sich höchstwahrscheinlich von der Erscheinung her, dass früher aus den Gruben Eisenoxid ausgeschwemmt wurde, das sich als feiner roter Schlamm auf dem Grund absetzte.
Der Graben hat verschiedene Abschläge, teilweise beträchtliche Hangstützmauern und ist im Gebiet von Halsbrücke teilweise verröscht. Er wird heute von einem Wanderweg begleitet.
Unterhalb des Mundlochs des Thurmhof Hilfsstolln wurde der Grabenverlauf mitsamt seinen Stützmauern infolge des Mulden-Hochwassers im August 2002 auf etwa 150 Metern komplett fortgerissen. In den Jahren 2003/2004 wurde der Abschnitt rekonstruiert. Dabei wurden Stützmauern neu errichtet bzw. ertüchtigt, der Grabenquerschnitt und der Fließquerschnitt der Freiberger Mulde verbreitert.